# 拉麵赤貓
《拉麵赤貓》是日本漫畫家創作的漫畫作品，於2022年3月14日起，在集英社網站「少年Jump+」上連載，2023年11月27日宣布動畫化，同步公開概念網站和原作者感言。

## 故事簡介
一名為「珠子」的女性人類，在一家由貓咪們獨自經營的拉麵店「拉麵赤貓」工作，負責接待到光顧麵店的客人的日常故事。

## 登場角色

### 「拉麵赤貓」的員工
社珠子（聲：折原胡桃）
一名戴著眼鏡的棕色頭髮的人類女性。阿姨是「拉麵赤貓」店的前店主，透過她的介紹，得到了「拉麵赤貓」的面試機會，當她被問到是否喜歡貓時，坦率地回答自己比較喜歡狗，於是就被當場錄取了。她主要是做一些支持後台的工作，進行繁重的洗滌，甚至用機器製作麵條。會穿著黑子服裝和貓耳朵，以維持店面的形象。還會利用之前工作中的經驗，經常為拉麵赤貓帶來改進的想法。喜歡B級恐怖片。隨著長時間在「拉麵赤貓」工作，覺得自己也漸漸喜歡上貓。
文藏水果塔（聲：津田健次郎）
一隻雄性棕色虎斑家貓，經理兼主廚。很擅長製作拉麵和餃子，而不使用對貓有害的洋蔥。是一位堅忍的廚師，在餐廳開門前、白天和晚上營業時間及休息時間，都會維護廚具並準備食物。過去和佐佐木布丁同為相依為命的野貓後被拉麵攤老闆短暫收留轉交其友人-佐佐木江理子收養，但很快就偷跑回拉麵攤老闆身邊，最終留在老闆身邊，爾後慢慢開始學習做拉麵的技巧從初代老闆繼承攤車後在佐佐木布丁支持下轉而開設店面。
佐佐木布丁（聲：杉山紀彰）
一隻雄性家貓，負責客戶服務、收銀、會計等工作。個性冷靜，通常會以溫和的方式回應。他是赤貓成員中唯一有姓氏的，雖然是隻貓，但對護理、就業、管理、勞動、會計等方面都瞭如指掌，而且還能夠外包拉麵點餐、會計管理、智慧型手機支付系統等知識。過去和文蔵同為相依為命的野貓，被拉麵攤老闆短暫收留後轉交其友人-佐佐木江理子收養，江理子生病後為了報恩才開始學習看護技能，前者病逝後繼承其資產，協助文藏開設拉麵店，可以說是「拉麵赤貓」店的真正幕後老闆。
薩布（聲：村瀨迪與）
一隻雄性黑色家貓。負責煮餃子、炸雞等配菜以及提供拉麵。喜歡做新事物並且學得很快，常會有新想法改進店內料理，小花稱他為“天才貓”，也是店內調解氣氛的潤滑劑。原先是「拉麵赤貓」店打烊後會跑來偷翻垃圾桶的野貓，某天被文蔵撞見其味覺上的天賦就被聘請成為其員工之一。
小花（聲：釘宮理惠）
一隻雌性白色家貓。擁有出色的客戶服務能力，善於解讀店內的氣氛和人流。起初她對珠子的態度相當冷淡，但受到對方的行為和研究的影響，可見她對店員和客人很體貼，漸漸地對她敞開了心扉，與克里希那的關係也很好。過去出身與文藏等貓相比，算是過著眾星拱月生活的網紅貓，但不忍心見到其飼主被名利所壓垮而逃家到「拉麵赤貓」店任職。後在御所川原凜的調解下和飼主達成和解繼續留在「拉麵赤貓」店接待。
克里希那（聲：早見沙織）
母老虎。負責做麵條。她是父親東北虎和母親孟加拉虎的女兒，當她動物園合約結束回到祖國時，她因為害羞而決定不在國外生活，選擇留在日本。店裡提供的拉麵是在店後面的麵條工廠製作的，當有抱怨者或不受歡迎的顧客來到「拉麵赤貓」時，她有時會從麵條工廠出來，冷酷地恐嚇他們，並將他們趕出麵店，但她通常很安靜膽小。對於麵條的製作頗有一套哲學，對店裡的特色菜「虎打麵（手打細麵）」也異常挑剔。喜歡武俠片，不喜歡恐怖片。
朱爾
一隻長毛雄性灰色家貓。負責客戶服務。
山鄉柚子
一隻短毛的雌性家貓。客戶服務學徒。「拉麵赤貓」中的第七位正式成員，繼朱爾之後加入的貓。

### 「拉麵赤貓」的常客及支持者
寺田三木雄（聲：黑田崇矢）
他看起來像反社會的光頭黨，穿著西裝，右眼上方有一道疤痕。與外表相反，他是一個說話非常溫柔的人。實際上是一名律師，自拉麵開業以來一直在處理「拉麵赤貓」的麻煩和投訴。有一個上高中的女兒，名叫響。也是一名柔道有段位和級別的運動員。
城崎（聲：内山昂輝）
由於佐佐木的關係，經常光顧「拉麵赤貓」的男性設備維修工。作為一名多才多藝的自由工作者，他正在存錢上大學。因為對貓過敏，他在「拉麵赤貓」工作時戴著防毒面具，但當他摘下面具時，讓人誤以為他是個女孩。是貓舌頭。
鼠媽媽（聲：朴璐美）
在「拉麵赤貓」旁經營酒吧「Rat」的女性。很會照顧人且擅長按摩。有時會來訂購餃子因為與啤酒是絕配。
御所川原凜（聲：安濟知佳）
三木雄的後輩，女律師。她非常喜歡貓，曾經想辭掉律師的工作，試圖去「拉麵赤貓」工作，但被工作人員拒絕了，因為店裡的貓討厭過度的肉體接觸（「拉麵赤貓」不僱用喜歡貓的人，也是這個原因而訂下的政策）。即便如此，她自己有時也會偽裝來吃拉麵（儘管貓的嗅覺可以分辨出來）。
但馬照（聲：磯邊万沙子）
與文藏相識已久的老婦人。
佐倉（聲：潘惠美）
「拉麵赤貓」的常客，白領女郎。
瀧（聲：武内骏辅）
被佐倉抱起的大漢，出道前他是一位堅忍的格鬥家。
弓頭
佐佐木家的中年管家。他為人謙虛，平時負責佐佐木宅邸的維護及擔任佐佐木交通的司機。
先代（聲：浦山迅）
真實姓名不詳。「拉麵赤貓」的初代老闆，偶然撿到還是野貓的文藏和佐佐木布丁並交其友人佐佐木江理子收養，後來還是心軟收養偷跑回他身邊的文藏。
湯所清一
溫泉株式會社的代表董事兼總裁，一個戴著眼鏡、長髮、留著鬍渣的成年男子。他個性謙虛，說話的語氣彬彬有禮，有些古板，激動的時候語速很快。傑出的天才。當他沉浸在工作中時，擁有全神貫注的能力，完全忽略周圍發生的事情。
石上太一郎
苗條、時尚的珠寶設計師，戴著圓形眼鏡，泰特拉的主人。
西屋
真實姓名不詳。短髮、細長眼睛的開朗女性。西屋的送貨員，戴著一頂寫著「西」字的帽子。
宮島
「拉麵赤貓」採購肉品的「肉之宮島」社長。他是一位心地善良、個性開朗、喜歡開玩笑的中年男子。很喜歡「拉麵赤貓」，並給予購買價格的折扣。喜歡撫摸佐佐木。
狩屋冰室
戴眼鏡的英俊青年，是位於「拉麵赤貓」旁大樓一樓的喫茶店的經理。
雪峰椿
左側垂著瀏海的英俊青年，是狩屋的表弟，跟他一起經營喫茶店Coffee Namibia。
丑滿丸
一隻長毛的黑色家貓。但馬的寵物。
泰特拉
一隻雌性斯芬克斯貓，最早的「拉麵赤貓」前員工。佐佐木的朋友。她通常和石上一起住在海外，總是按照自己的步調工作。
三鈴（聲：白兔夕季）
個性開朗、精力充沛、短髮、身材魁梧的女性。
麻由（聲：綾坂春名）
一個留著短髮的嬌小女人。
渡井（聲：野村勝人）
心胸狹窄的上班族。從一開始，他就以混混的身份經常光顧「拉麵赤貓」。
石田（聲：木村憲司）
一個有禮貌、戴眼鏡的辦公室職員。
松村
一位戴著眼鏡、穿著工作服的老人，從做大排檔起就一直是這裡的常客。他是個脾氣很好的人，以前他經常來店裡，但隨著年齡的增長，以及家人對他健康問題的警告，露面越來越少了。
間宮（聲：大平あひる）
一位留著中分瀏海的短髮的辦公室女士。最喜歡佐佐木，向同事、朋友和熟人介紹了「拉麵赤貓」，為顧客的增加做出了貢獻。
藤原（聲：野路桃子）
一位常客老太太，曾是文化財產管理員，一直住在義大利。
藤見（聲：弘松芹香）
中分短髮的辦公室女士。間宮的朋友兼同事，受其推薦成為拉麵赤貓的常客。
枕崎（聲：春瀨夏美）
間宮的辦公室女士後輩。她有一頭短髮，瀏海扎在中間，眼睛很大。
彼得羅·羅馬利歐（聲：楠見尚己）
一位白髮蒼蒼的中年外國男性顧客。他是退休的三星廚師，也是義大利餐廳「Romali」的老闆。
有栖川（聲：山橋正臣）
和豬田、青木等人一起，第一次來到店裡的瘦長中年拉麵愛好者。
豬田（聲：綿貫龍之介）
與有栖川、青木一起，第一次來到店裡的戴眼鏡的中年拉麵愛好者。
青木（聲：木村太飛）
與有棲川、豬田一起，第一次來到店裡的戴眼鏡的黑髮拉麵愛好者。之後他就成了常客。

### 其他角色
坦普爾（聲：虎島貴明）
一個令人討厭的主播年輕人。
洋子（聲：上田麗奈）
年輕女子，小花的前主人。
佐佐木江理子（聲：佐佐木優子）
故人。布丁的前主人。

## 出版書籍
| 冊數 | 集英社        | 集英社                 | 玉皇朝        | 玉皇朝                 | 尖端出版       | 尖端出版              |
| 冊數 | 發售日期      | ISBN                   | 發售日期      | ISBN                   | 發售日期       | ISBN                  |
| ---- | ------------- | ---------------------- | ------------- | ---------------------- | -------------- | --------------------- |
| 1    | 2022年10月4日 | ISBN 978-4-08-883279-1 | 2023年8月5日  | ISBN 978-988-8841-26-4 | 2024年7月26日  | ISBN 978-626-377970-9 |
| 2    | 2022年12月2日 | ISBN 978-4-08-883398-9 | 2024年7月24日 | ISBN 978-988-8886-19-7 | 2024年10月11日 | ISBN 978-626-403113-4 |
| 3    | 2023年2月3日  | ISBN 978-4-08-883402-3 |               |                        | 2024年12月10日 | ISBN 978-626-403333-6 |
| 4    | 2023年6月2日  | ISBN 978-4-08-883619-5 |               |                        | 2025年2月14日  | ISBN 978-626-403508-8 |
| 5    | 2023年9月4日  | ISBN 978-4-08-883713-0 |               |                        | 2025年8月19日  | ISBN 978-626-434152-3 |
| 6    | 2023年12月4日 | ISBN 978-4-08-883811-3 |               |                        |                |                       |
| 7    | 2024年3月4日  | ISBN 978-4-08-883859-5 |               |                        |                |                       |
| 8    | 2024年7月4日  | ISBN 978-4-08-884056-7 |               |                        |                |                       |
| 9    | 2024年10月4日 | ISBN 978-4-08-884244-8 |               |                        |                |                       |
| 10   | 2025年2月4日  | ISBN 978-4-08-884430-5 |               |                        |                |                       |
| 11   | 2025年6月4日  | ISBN 978-4-08-884542-5 |               |                        |                |                       |

## 電視動畫

### 主題曲
片頭曲赤猫
主唱：星期三的康帕内拉，作詞、作曲：
片尾曲
主唱、作詞、作曲、編曲：
插曲
主唱：Lovely PiPi（釘宮理惠），作詞、作曲、編曲：Gassy。

### 各話列表
| 話數 | 日文標題 | 中文標題                                   | 劇本   | 分鏡                     | 演出                         | 作畫監督                                                                                                  | 首播日期      |
| ---- | -------- | ------------------------------------------ | ------ | ------------------------ | ---------------------------- | --- | ------------- |
| 1    |          | 非公開招募黑貓攀爬遊樂場                   | 久保亨 | 清水久敏                 | 清水久敏                     | 千葉道德、赤井方尚、 原由美子、西田美弥子、柳瀨讓二                                                       | 2024年 7月4日 |
| 2    |          | 小花的專業意識製麵室的老虎                 | 久保亨 | 青島昂希 清水久敏        | 青島昂希                     | 穗坂史織、慧敏、吉備團子14号                                                                              | 7月11日       |
| 3    |          | 挺好的啊待客之道至上戴面罩的技師           | 久保亨 | 西澤千惠 清水久敏        | 西澤千惠、赤井方尚、佐野譽幸 | 西澤千惠、赤井方尚、佐野譽幸                                                                              | 7月18日       |
| 4    |          | 柔軟蓬鬆的老虎虎打麵夜貓子稍早之前的事     | 久保亨 | 清水久敏                 | 清水久敏 西澤千惠            | 西澤千惠、佐野譽幸、 竹田麻里子、慧敏、大野勉、中崎冬                                                     | 7月25日       |
| 5    |          | 梳毛讓貓開啟話匣子前輩風範心如止水不錯嘛   | 久保亨 | 青島昂希 清水久敏        | 青島昂希                     | 岡田豐廣、穗坂史織、 中崎冬、高橋萬帆、佐野譽幸                                                           | 8月1日        |
| 6    |          | 很在意還是很在意融入 融洽                  | 久保亨 | 清水久敏 青島昂希        | 小野步                       | 千葉道德、高橋万帆、 齊藤和也、柳瀨讓二、甘井桃                                                           | 8月8日        |
| 7    |          | 舊識如鬼今天也照鏡子野心與野獸             | 久保亨 | 西澤千惠 清水久敏        | 藤代早紀                     | 、高橋万帆、、                                                                                            | 8月15日       |
| 8    |          | 客人沒有年齡限制高評價梳毛拉麵癡           | 久保亨 | 西澤千惠 清水久敏        | 西澤千惠                     | 西澤千惠、穗坂史織、 岡田豐廣、中崎冬、甘井桃                                                             | 8月22日       |
| 9    |          | 消逝的油漬回鰹事件學不成虎威也不是什麼秘密 | 久保亨 | 神志那弘志 清水久敏      | 藤代早紀                     | 西澤千惠、竹田麻里子、甘井桃、 、高橋万帆、、                                                             | 8月29日       |
| 10   |          | 愛心愛心Lovely PiPi工作                    | 久保亨 | 青島昂希 清水久敏        | 青島昂希                     | 朴性厚、赤井方尚、西澤千惠、、 齊藤和也、大野勉、kwtm、加藤明日美、 甘井桃、Puk、Tegaray Galiano González | 9月5日        |
| 11   |          | 記憶模糊的故事因貓而異擅長的工作           | 久保亨 | 清水久敏 三浦唯          | 清水久敏                     | 西澤千惠、竹田麻里子、岡田豐廣、 甘井桃、、穗坂史織、 、                                                  | 9月12日       |
| 12   |          | Choose the team感謝一直以來光臨本店恭喜    | 久保亨 | 青島昂希 三浦唯 清水久敏 | 青島昂希                     | 西澤千惠、竹田麻里子、高橋萬帆、 甘井桃、大野勉、                                                         | 9月19日       |

### BD＆DVD
| 卷數 | 發行日期       | 收錄話數       | 規格編號  | 規格編號  |
| 卷數 | 發行日期       | 收錄話數       | BD        | DVD       |
| ---- | -------------- | -------------- | --------- | --------- |
| BOX  | 2024年12月20日 | 第1話 - 第12話 | GABS-2764 | GADS-2765 |

## 備註
1. ↑  另譯“可愛的PiPi醬”
2. ↑  另譯“選擇團隊”

## 外部連結
- （日語）漫畫官網
- （日語）通常連載版漫畫官網
- （日語）動畫《拉麵赤貓》官網 （页面存档备份，存于）